# Antin Warywoda
Antin Warywoda (ukr. Антін Варивода; ur. 10 stycznia 1869 w Serecie, zm. 12 marca 1936 w Wiedniu) – pułkownik armii austro-węgierskiej (w tym Ukraińskich Strzelców Siczowych (USS)) i Ukraińskiej Armii Halickiej.
Od 16 marca do 30 września 1916 był dowódcą Legionu Ukraińskich Strzelców Siczowych. Po proklamacji Zachodnioukraińskiej Republiki Ludowej wstąpił do Ukraińskiej Armii Halickiej. W latach 1918–19 był członkiem komisji likwidacyjnej w Wiedniu, zajmował się powrotem byłych ukraińskich żołnierzy armii austro-węgierskiej z niewoli włoskiej i z terytorium Austrii do Galicji Wschodniej. W końcu 1919 wyznaczony przez rząd ZURL do opieki nad internowanymi żołnierzami UHA w Czechosłowacji. Od sierpnia 1920 był komendantem obozu internowanych w Libercu. Po likwidacji obozów internowanych w 1923 osiedlił się w Wiedniu, gdzie zmarł.